# Ulriken
Ulriken er det højeste af Bergens syv fjelde og er 643 moh. Men det højeste punkt i området er ved Haugevarden, 670 meter over havet. På Ulriken er der bygget en radio- og tv-mast . Der er også en restaurant på toppen. Svævebanen Ulriksbanen giver let adgang og går op til en station 607 moh.

## Byfjeldet
Vandrestier fører op til toppen og ind på et mere jævnt vandreområde mellem Ulrikken og Fløien, som kaldes Vidden som er en del af Storfjellet.
En af de tidlige vandreture til Ulriken 15. maj 1853 havde deltagelse af den 25-årige teaterinstruktør og digter Henrik Ibsen, hemmelig forlovet med den 16-årige Rikke Holst. Ved den lejlighed fremførte han sin vandrevise Vi vandrer med freidig mot. Ulriken er stadig et populært turområde, og Bergen Turlag har sin årlige "Syvfjeldstur", der går over Ulriken. Det er da det fjerde bjerg efter Lyderhorn, Damsgårdsfjellet og Løvstakken. Turen går videre til Fløyen, Rundemanen og til slut Sandviksfjeldet.

### Bergens bysang
Ulriken er kendt fra Bergens bysang, som officielt hedder Sang til Bergen med undertitlen Udsigter fra Ulriken. Sangen er skrevet af biskop Johan Nordahl Brun til en festlig sammenkomst i 1791. Det er uvist, om Brun nogensinde var på Ulriken, men han skal have været på ski på Byfjellet og til toppen af Lyderhorn, som i overtroen var mødested for Nordeuropas hekse. Hans datter Ingeborg giftede sig med købmand Michael Wallem, som købte et landsted ved Ulrikens fod – et område, der var åbnet for gående og kørende trafik, da stiftamtmand Bull i 1808 anlagde Fjæreveien fra Fløen til Damsgård. Ingeborg og hendes mand fejrede købet på deres bryllupsdag med en afstemning om, hvad landstedet skulle hedde. Nogen foreslog "Galoschen", andre "Familiesædet", men flest stemmer fik "Ulrikstå", da ejendommen lå som en tåspids på Ulrikens fod. Men værtinden syntes ikke om navnet, og for at redde stemningen foreslog man, at værtsparret også afgav stemme. Da værtinden var eneste dame (den gang blev kun herrer indbudt til selskaber), fik hun den afgørende stemme, og landstedet blev i stedet kaldt "Nordahlsæt" til ære for hendes far, biskoppen. Pavels beretter, at stemningen alligevel var ødelagt for aftenen.

### Tunnelen
Gennem Ulriken går en 7.660 meter lang jernbanetunnel mellem Bergen og Arna station. Ulrikstunnelen blev bygget fra 1959 til 1964 og gjorde Bergensbanen kortere. Tunnelen udvides nu til dobbeltspor, hvad der indebærer bygning af en parallel tunnel.

### Svævebanen
Ulriksbanen åbnede i 1961. Fra nedre station til endepunktet 607 moh har banen en længde på 1.120 meter. Sideløbende med den pågående oprustning af Ulriksbanen oprustes også stien Skotbergkleiven, genvejen fra Ulriksbanens nedre station op til Johan Blytts vej. Den 400 meter lange sti vil koste omkring 3,5 millioner NOK at udbedre. Den nederste del af Skotbergkleiven kræver forstand på trapper, og pga covid-19-pandemien er det umuligt at få fat i sherpaer.
9. juli 1974 styrtede Ulriksbanen ned. Fire mennesker omkom, mens fire andre kom ret uskadet fra det.
- Ulriksbanen.
- Udsigt fra Ulriken.
- Vinterbillede af Ulriken med TV-tårnet.
- Udsigt fra byparken med musikpavillonen.